# Denis Sinou
Denis Sinou – chemik, twórca około 200 publikacji w najbardziej szanowanych pismach chemicznych, przewodniczący Szkoły Doktorantów Chemii, Komisji przyjęć na studia chemiczne oraz Oddziału Rhone-Alpes Francuskiego Towarzystwa Chemicznego (FTCh). W 1995 został nagrodzony przez FTCh, a w 2003 otrzymał tytuł doktora honoris causa Uniwersytetu Łódzkiego.